# Elfie Simchen
Elfie Simchen (ur. 11 lipca 1967 w Ludwigsburgu) – niemiecka narciarka, uprawiająca narciarstwo dowolne. Jej największym sukcesem jest srebrny medal w skokach akrobatycznych wywalczony podczas mistrzostw świata w Lake Placid. Zajęła 3. miejsce w tej samej konkurencji na igrzyskach olimpijskich w Albertville, jednakże medalu nie otrzymała, ponieważ skoki akrobatyczne były tylko konkurencją okazową. Zajęła także 9. miejsce w skokach akrobatycznych na igrzyskach olimpijskich w Lillehammer. Najlepsze wyniki w Pucharze Świata osiągnęła w sezonie 1990/1991, kiedy to zajęła 6. miejsce w klasyfikacji generalnej, a klasyfikacji skoków akrobatycznych wywalczyła małą kryształową kulę.
W 1994 r. zakończyła karierę.

## Osiągnięcia

### Igrzyska olimpijskie
| Miejsce | Dzień     | Rok  | Miejscowość | Konkurencja        | Zwycięzca       |
| ------- | --------- | ---- | ----------- | ------------------ | --------------- |
| 9.      | 13 lutego | 1994 | Lillehammer | Skoki akrobatyczne | Lina Cheryazova |

### Mistrzostwa świata
| Miejsce | Dzień     | Rok  | Miejscowość | Konkurencja        | Zwycięzca            |
| ------- | --------- | ---- | ----------- | ------------------ | -------------------- |
| 4.      | 5 marca   | 1989 | Oberjoch    | Skoki akrobatyczne | Catherine Lombard    |
| 2.      | 16 lutego | 1991 | Lake Placid | Skoki akrobatyczne | Wasilisa Siemienczuk |

### Puchar Świata

#### Miejsca w klasyfikacji generalnej
- sezon 1986/1987: 35.
- sezon 1987/1988: 39.
- sezon 1988/1989: 37.
- sezon 1989/1990: 11.
- sezon 1990/1991: 6.
- sezon 1991/1992: 14.
- sezon 1992/1993: 71.
- sezon 1993/1994: 28.

#### Miejsca na podium
1. Tignes – 9 grudnia 1989 (Skoki akrobatyczne) – 2. miejsce
2. Lake Placid – 14 stycznia 1990 (Skoki akrobatyczne) – 3. miejsce
3. Breckenridge – 21 stycznia 1990 (Skoki akrobatyczne) – 3. miejsce
4. Madarao – 18 lutego 1990 (Skoki akrobatyczne) – 1. miejsce
5. Tignes – 7 grudnia 1990 (Skoki akrobatyczne) – 2. miejsce
6. Zermatt – 16 grudnia 1990 (Skoki akrobatyczne) – 3. miejsce
7. Piancavallo – 21 grudnia 1990 (Skoki akrobatyczne) – 1. miejsce
8. Breckenridge – 20 stycznia 1991 (Skoki akrobatyczne) – 3. miejsce
9. Mont Gabriel – 3 lutego 1991 (Skoki akrobatyczne) – 1. miejsce
10. Oberjoch – 3 marca 1991 (Skoki akrobatyczne) – 2. miejsce
11. Voss – 10 marca 1991 (Skoki akrobatyczne) – 1. miejsce
12. Pyhätunturi – 17 marca 1991 (Skoki akrobatyczne) – 1. miejsce
13. Hundfjället – 21 marca 1991 (Skoki akrobatyczne) – 2. miejsce
14. Hundfjället – 21 marca 1991 (Skoki akrobatyczne) – 2. miejsce
15. Whistler Blackcomb – 12 stycznia 1992 (Skoki akrobatyczne) – 2. miejsce
16. Lake Placid – 25 stycznia 1992 (Skoki akrobatyczne) – 1. miejsce
17. Madarao – 8 marca 1992 (Skoki akrobatyczne) – 1. miejsce
18. Whistler Blackcomb – 9 stycznia 1994 (Skoki akrobatyczne) – 1. miejsce

W sumie 9 zwycięstw, 5 drugich i 4 trzecie miejsca.